# 유홍 (후한 주군)
유홍(劉弘, ? ~ 161년 이후~176년 이전)은 후한 말기의 인물로 중산정왕 유승의 후손이자 유웅의 아들이며, 촉한을 세운 소열제의 부친이다.
아내의 이름은 전해지지 않으며, 동생의 이름은 유자경(劉子敬)이다. 유홍은 생전 주군(州郡)의 소관(小官)을 지냈고 유비가 어렸을 때 사망하였으며, 그가 죽은 이후 유비와 유비의 모후는 돗자리 장사를 하며 생계를 이어 나갔다. 이후 유비가 촉한을 건국하고 소열제로 즉위한 후에도 그는 황제로 추존되지 않았다.

## 가족
- 부친: 유웅
- 모친: 불명
- 동생: 유자경
- 아내: 불명
- 아들: 소열제 유비
- 손자: 회제 유선